# Grace Oyelude
Grace Atinuke (sinh ngày 16 tháng 11 năm 1931) là Hoa hậu đầu tiên của Nigeria năm 1957.

## Tiểu sử
Oyelude sinh ra ở bang Kano, Nigeria. Bà học hết chương trình giáo dục tiểu học và trung học trong 12 năm (từ 1940 đến 1952).

## Cuộc thi Hoa hậu Nigeria
Cuộc thi Hoa hậu Nigeria (Miss Nigeria) thành lập vào năm 1957 với danh nghĩa là cuộc thi ảnh. Để được tuyển chọn vào vòng Chung kết, các thí sinh sẽ nộp ảnh lên trụ sở Daily Times ở Lagos. Những người vào chung kết thành công sẽ được mời tham dự vòng Chung kết được tổ chức tại Câu lạc bộ Lagos Island. Vào thời điểm đó, cuộc thi Hoa hậu Nigeria không có phần thi áo tắm. Oyelude đại diện cho khu vực phía Bắc, lúc đó bà đang làm việc ở Royal Niger Company (Công ty hoàng gia Nigeria). Chiến thắng cuộc thi, bà đến Anh quốc và ở đó bà bắt đầu theo ngành Điều dưỡng. Vài tháng sau khi được nhận vào trường Điều dưỡng ở thị trấn Ashford, bà nhận tin mình đã đăng quang Hoa hậu Nigeria.

## Sự nghiệp điều dưỡng
Năm 1961, Oyelude trở thành nhà Điều dưỡng đã qua Đăng ký ở Anh quốc. Đến năm 1962, sau khi được đào tạo tại Bệnh viện St. Thomas, London, bà trở thành nữ hộ sinh chính thức. Năm 1971, bà chuyển đến trường Cao đẳng Điều dưỡng Hoàng gia Anh và tốt nghiệp cử nhân Điều dưỡng và quản lý Bệnh viện (DNHA). Bà cũng học tập, nghiên cứu và lấy bằng tại Học viện Quản lý Nhân sự ở Ghana.
Tại Anh quốc, Oyelude làm ở khá nhiều bệnh viện, trong đó có Bệnh viện Đa khoa Paddington, một trong những bệnh viện cũ tuyến địa phương của Bệnh viện St Mary, London. Sau khi trở về Nigeria, trong khoảng thời gian 1964-1965, bà làm việc tại Bệnh viện Đa khoa Kaduna. Từ năm 1969-1977, bà trở thành một điều dưỡng viên cao cấp của Viện dưỡng lão Kaduna (nay là bệnh viện chuyên khoa Barau Dike, Kaduna). Khi Nội chiến Nigeria bắt đầu vào năm 1967, bà chuyển đến Bệnh viện Đa khoa Markurdi. Bà dẫn đoàn quân y đi vào các bệnh viện để giúp đỡ, điều trị thương vong cho chiến tranh ở khu vực phía Bắc Nigeria. Đầu những năm 70 của thế kỉ XX, sau khi gia nhập viện Y tế Đại học Ahmadu Bello, bà trở thành quản lý cao cấp và giám đốc điều dưỡng cho đến khi nghỉ hưu năm 1985. Từ 1980 đến 1983, bà chủ trì Hội đồng Quản lý Y tế Nhà nước Kwara.